# 宇垣秀成
宇垣 秀成（うがき ひでなり、1963年〈昭和38年〉7月25日 - ）は、日本の声優、俳優。東京都出身。81プロデュース所属。

## 略歴
桐朋学園出身。1984年、文学座演劇研究所入所（23期）。俳優としてテレビドラマなどにも出演していた経歴があるが、その後はアニメ・ゲーム・吹き替え・ナレーションなど声優業に活動の主体を移している。

## 人物
本来はやわらかな声だが、アニメファンとしては、マッチョ系の野太い声で知られる。役柄としては年相応の壮年から初老役をこなすことが多い。CMナレーションや副音声解説、洋画の吹き替えなども多く、幅広い分野で活動している。
「龍が如くシリーズ」では真島吾朗役を演じているが、真島の喋る関西弁には苦労しており、生粋の江戸っ子であるため方言指導を受けてもうまくしゃべれず、シナリオ・演出担当の横山昌義から「“真島弁”で行きましょう」と言われたと自嘲気味に語っている。同シリーズの桐生一馬役・黒田崇矢とは文学座養成所の同期。
趣味・特技はスキー、水泳。

## 出演
太字はメインキャラクター。

### テレビアニメ
1989年
- ダッシュ!四駆郎（不良、三太、記者B）

1991年
- 炎の闘球児 ドッジ弾平（1991年 - 1992年、高山準、土方、九之介）

1992年
- お〜い!竜馬（那須信吾）
- フランダースの犬 ぼくのパトラッシュ（使用人B）
- 幽☆遊☆白書（1992年 - 1995年、大久保、魔金太郎、鬼連邪、東王 他）

1993年
- 忍たま乱太郎（1993年 - 2023年、ホオヅキ、三黄丸〈2代目〉 / 土来分院、突庵望太のひいじいさん、馬場丹後之介、横車押ヱ門 他）
- ポコニャン!（ビリビリキッド）

1994年
- 機動武闘伝Gガンダム（1994年 - 1995年、部下B、盗賊A、アルゴ・ガルスキー）
- クレヨンしんちゃん（1994年 - 2025年、魚屋、ミイラ男、フロント係、男、関取 他）
- それいけ!アンパンマン（1994年 - 2019年、サボテンマン〈初代〉、しょうゆくん、右大臣〈2代目〉、どじょうおじさん〈3代目〉、しぶがきじいさん〈4代目〉、ヤギおじさん）
- 超くせになりそう（土方歳三）
- 覇王大系リューナイト（ゲラン）

1995年
- あずきちゃん（かおるの父）
- H2（赤木）
- 恐竜冒険記ジュラトリッパー（ダイカーン）
- 新世紀エヴァンゲリオン（軍人）
- ヤンボウ ニンボウ トンボウ（父さん）

1996年
- ガンバリスト!駿（東伝次）
- ドラえもん（テレビ朝日版第1期）
- 爆走兄弟レッツ&ゴー!!（1996年 - 1998年、星馬改造、車掌さん、佐上保、作業員A、クラウス監督、バタネン、川下模型店店長） - 3シリーズ
- みどりのマキバオー（バッハ）
- モジャ公（学者、老紳士、重役、師範）

1997年
- 学級王ヤマザキ（ボイジャン、ハセガワ）
- CLAMP学園探偵団（男B）
- ゲゲゲの鬼太郎（第4作）（雪男）
- 中華一番!（チャイ船長）
- 手塚治虫の旧約聖書物語（ライ病の男、兵、側近）
- はいぱーぽりす（試験官）
- 白鯨伝説
- 名探偵コナン（1997年 - 2020年、川津郁夫、安来刑事、鹿山、奥田隆之介、加倉由敏、長谷川彩人、山南弁吉、山脇雄二、田代 他）
- YAT安心!宇宙旅行（男）

1998年
- アリスSOS（グッチ先生、さかさカバ、オディセウス）
- 太陽の子エステバン（BS版）（ワイナ、隊長）
- 超速スピナー（1998年 - 1999年、執事、ジャッジ渡辺）
- 超魔神英雄伝ワタル（ヒロ、リップルの父）
- TRIGUN（モヒカン、サイモン、ロードレック副長 他）
- Night Walker -真夜中の探偵-（TVレポーター）
- 虹の戦記イリス（ドクター・ヘリング、店主、競売人、部下）
- BURN-UP EXCESS（広岡）
- MASTERキートン（部下D、村人）
- ヨシモトムチッ子物語（オビタニクロコガネ）
- LEGEND OF BASARA（松虫）

1999年
- 頭文字D Second Stage（パパ）
- 宇宙海賊ミトの大冒険（キシュウ、睦月の父） - 2シリーズ
- カードキャプターさくら
- 課長王子（山田〈ルカ〉）
- 神風怪盗ジャンヌ（青木啓一）
- 金田一少年の事件簿（1999年 - 2000年、青山司、森島刑事、八木沼順三）
- 時空探偵ゲンシクン（じいや）
- 週刊ストーリーランド（1999年 - 2000年、敵A、無線、福山、鑑識A、音大選考委員B）
- ゾイド -ZOIDS-（1999年 - 2000年、ホマレフ ほか）
- 装甲救助部隊レストル（現場監督）
- ∀ガンダム（サム、ヤコップ）
- デジモンアドベンチャー（ナノモン）
- トラブルチョコレート（ビッグバーン）
- ぶぶチャチャ（1999年 - 2001年、ブルロボ、ディントン氏） - 2シリーズ
- Petshop of Horrors（バスの運転手）
- ポケットモンスター（1999年 - 2000年、おじさん、召使いA）
- Bビーダマン爆外伝V（アレキボン、鏡の精）
- ワイルドアームズ トワイライトヴェノム（ロータス）

2000年
- アルジェントソーマ（高官A）
- キョロちゃん（雷の父親）
- KAIKANフレーズ（カメラマン）
- 機巧奇傳ヒヲウ戦記（ヌケ、同士、武士、浪士）
- ゲートキーパーズ（浮矢俊次郎）
- サクラ大戦TV（舟木）
- ファーブル先生は名探偵（グリエ、支配人、ルコント）
- BRIGADOON まりんとメラン（男）
- 無敵王トライゼノン（佐分利師団長）
- 六門天外モンコレナイト（コボルド発明王）

2001年
- 犬夜叉（城主）
- X -エックス-（知事）
- 激闘!クラッシュギアTURBO（明呉）
- コスモウォーリアー零（ヘヴィ・グレネーダー）
- サラリーマン金太郎（新井徳明、山内、石黒 他）
- 逮捕しちゃうぞ SECOND SEASON（高機隊員）
- 探偵少年カゲマン（ドン・ジャパーニ）
- ナジカ電撃作戦
- 爆転シュート ベイブレード（2001年 - 2003年、マックスの父〈太郎〉） - 3シリーズ
- RAVE（グレン）

2002年
- あたしンち（2002年 - 2008年、漢文の先生、店員、地理の先生、板前A、運転手、鮮魚店主、キャスター）
- Witch Hunter ROBIN（刑事A）
- 王ドロボウJING（キューブ・ド・アイス）
- おじゃる丸（てくてくからくり夫）
- ガンフロンティア（シタルネン）
- デジモンフロンティア（ウィザーモン）
- ドラゴンドライブ（ダークス、大神官）
- ぱにょぱにょデ・ジ・キャラット（園長）
- ハングリーハート WILD STRIKER（布川監督）
- ふぉうちゅんドッグす（ボス狼）
- フルメタル・パニック!（ジャクソン）
- ロックマンエグゼ（2002年 - 2005年、ボンバーマン） - 2シリーズ

2003年
- カレイドスター（苗木野力） - 2シリーズ
- 京極夏彦 巷説百物語（垣三）
- コロッケ!（サーロイン、ラオチュウ、ゴーヤ兵）
- 神世紀伝マーズ（艦長）
- スーパートレインがんばりダッシュ（OPナレーション、Maxやまびこ）
- PAPUWA（近藤イサミ）
- ONE PIECE（ヤマ）

2004年
- アークエとガッチンポー（占い師）
- エリア88（津雲善三）
- 陰陽大戦記（村長）
- 機動戦士ガンダムSEED DESTINY（オーブ兵、管制、警官）
- ギャラクシーエンジェル（第4期）（エイリアン）
- それいけ!ズッコケ三人組（栗本、結城五郎、久村順次）
- 鉄人28号（第4作）（リーダー）
- ななみちゃん（奥田宅生、テレビの中の男）
- 爆裂天使（浮浪者3）
- B-伝説! バトルビーダマン（カスティーヨ、イケメーン〈カスティーヨ〉）
- ファンタジックチルドレン（2004年 - 2005年、委員B、ゲド機関の委員）
- 冒険王ビィト（2004年 - 2005年、ポアラの父） - 2シリーズ
- MONSTER（2004年 - 2005年、警官A、取調官B、ミルヒの弁護士）

2005年
- IGPX（チーム・エッジレード監督）
- うえきの法則（アナウンス）
- AIR（宮司）
- ガン×ソード（オスト）
- SPEED GRAPHER（小田原）
- ドラえもん（テレビ朝日版第2期）（2005年 - 2021年、お客さん、贈賄側の男、花坂、野比のび郎、祖古梨 他）
- NARUTO -ナルト-（風神）
- B-伝説! バトルビーダマン 炎魂（カスティーヨ）
- プレイボール（2005年 - 2006年、京成高コーチ、主審） - 2シリーズ
- ポケットモンスター アドバンスジェネレーション（ドンファン、オガタ）
- まじかるカナン（壇ノ浦）
- MÄR-メルヘヴン-（ガロン）

2006年
- きらりん☆レボリューション（グレート松本、司会）
- 銀魂（2006年 - 2012年、ベン、大岡、海の家のおじさん、艦長、館長、八郎 他） - 2シリーズ
- スーパーロボット大戦OG -ディバイン・ウォーズ-（トーマス・プラット）
- D.Gray-man（ピエロ型AKUMA）
- 味楽る!ミミカ（2006年 - 2009年、アジマル・アマグリ）

2007年
- 機動戦士ガンダム00（タリビア首相）
- ゲゲゲの鬼太郎（第5作）（2007年 - 2008年、悪霊、白うねり）
- 天保異聞 妖奇士（コンデル）
- BUZZER BEATER（ズッキーニ）

2008年
- ケロロ軍曹（実松）
- ゴルゴ13（トライオン、客）
- スケアクロウマン（大工）
- 全力ウサギ（ナレーション、タイショー）
- TYTANIA -タイタニア-（ベルティエ）
- テレパシー少女 蘭（赤座）
- はっけん たいけん だいすき!しまじろう（ひつじい）
- 秘密 〜The Revelation〜（ジョン・B・リード大統領）
- BLUE DRAGON 天界の七竜（ミシェラン）
- 魍魎の匣（石井警部）

2009年
- VIPER'S CREED（重役）
- エレメントハンター（ヴィンセント・フォード）
- グイン・サーガ（ネロン）
- ご姉弟物語（2009年 - 2010年、係長、理髪店店主）
- こんにちは アン 〜Before Green Gables（リチャード）
- ジャングル大帝 -勇気が未来をかえる-（ハンター）
- 蒼天航路（文醜）
- 花咲ける青少年（ナジェイラの父）

2010年
- バクマン。（真城昌弘）
- MAJOR 6th season（グリーン）

2011年
- 逆境無頼カイジ 破戒録篇（取り立て屋）
- GOSICK -ゴシック-（行商の男）
- ダンタリアンの書架（ジャンニ）
- はっぴーカッピ（木下ユズ夫〈2代目〉）
- メタルファイト ベイブレード 4D（村長）
- ラストエグザイル-銀翼のファム-（貴族C）

2012年
- アイカツ!（井津藻見輝）
- 機動戦士ガンダムAGE（連邦軍上官）
- キングダム（縛虎申）
- GON -ゴン-（2012年 - 2015年、ウッス） - 2シリーズ
- SKET DANCE（椿の祖父）
- たまごっち! ゆめキラドリーム（団長っち）
- 探検ドリランド（カーデス）
- NARUTO -ナルト- 疾風伝（通草野餌人）
- プリティーリズム・ディアマイフューチャー（柳一二三）

2013年
- ダイヤのA（J・アニマル・M）

2014年
- 最強銀河 究極ゼロ 〜バトルスピリッツ〜（バートラムC）
- それでも世界は美しい（宿屋主人）
- 団地ともお（山野先生）
- プリティーリズム・レインボーライブ（おとはの祖父）

2015年
- カードファイト!! ヴァンガードG（ナレーション）
- ジョジョの奇妙な冒険 スターダストクルセイダース（カーン）
- 六花の勇者（バトアル）

2016年
- 怪盗ジョーカー（アラジン国王）
- ふうせんいぬティニー（サメ）
- 名探偵コナン コナンと海老蔵 歌舞伎十八番ミステリー（工事現場監督）
- レガリア The Three Sacred Stars（テオドア・ムーア）

2017年
- 霊剣山 叡智への資格（謝持）
- この素晴らしい世界に祝福を!2（鍛冶屋）
- 龍の歯医者
- THE REFLECTION（フランク・リビングストン）
- シルバニアファミリー ミニストーリー（クマのお父さん）
- 十二大戦（本部長）

2018年
- ゆるキャン△（2018年 - 2021年、店主、酒店店長） - 2シリーズ
- 銀の墓守りII（ベック）
- ダメプリ ANIME CARAVAN（ミリドニア国王）
- LOST SONG（ゴルト王、軍団長）
- されど罪人は竜と踊る（エグルド）
- BEATLESS（雁野真平）
- 銀河英雄伝説 Die Neue These 邂逅（ホアン・ルイ）
- バキ（エバンス所長）
- 百錬の覇王と聖約の戦乙女（ブルーノ、蹄の兵士、兵士）
- ISLAND（御原典正）
- BANANA FISH（アレクシス・ドースン）
- 風が強く吹いている（2018年 - 2019年、左官屋）
- ラディアン（2018年 - 2020年、店長、ネメシス、グドー副長、志願兵、騎士志願者B 他） - 2シリーズ
- 色づく世界の明日から（教頭先生）
- ジョジョの奇妙な冒険 黄金の風（親父）

2019年 
- 胡蝶綺 〜若き信長〜（柴田勝家）
- MIX（2019年 - 2023年、表裏） - 2シリーズ
- PSYCHO-PASS サイコパス 3（土谷荒城）
- BORUTO-ボルト- NARUTO NEXT GENERATIONS（ガタイ）

2020年
- ゾイドワイルド ZERO（将官、判事）
- ＜Infinite Dendrogram＞-インフィニット・デンドログラム-（ユーリの父）
- メジャーセカンド（校長）
- 神様になった日（浅間博士）

2021年
- ウマ娘 プリティーダービー Season 2（医者）
- Fairy蘭丸〜あなたの心お助けします〜（地井）
- トロピカル〜ジュ!プリキュア（桜川先生のお父さん）
- 闘神機ジーズフレーム（機関長）

2022年
- 骸骨騎士様、只今異世界へお出掛け中（トライトン）
- 群青のファンファーレ（菊見茂樹）
- 乙女ゲー世界はモブに厳しい世界です（バンデル）
- ヒューマンバグ大学 -不死学部不幸学科-（教授）
- 不滅のあなたへ（国王）
- ポプテピピック TVアニメーション作品第二シリーズ（ピピ美〈第11話Bパート〉）

2023年
- 転生貴族の異世界冒険録〜自重を知らない神々の使徒〜（レックス国王）
- 異世界はスマートフォンとともに。2（ニール）
- 地獄楽（佐切の父 吉次）
- この素晴らしい世界に爆焔を!（トリスタン）
- 青のオーケストラ（数学教師）
- デッドマウント・デスプレイ（戸沢弾正） - 2シリーズ
- るろうに剣心 -明治剣客浪漫譚- (2023)（多西）
- アンデッドガール・マーダーファルス（パスパルトゥー）
- 聖者無双〜サラリーマン、異世界で生き残るために歩む道〜（ボタクーリ）
- ひきこまり吸血姫の悶々（ヘルデウス）

2024年
- め組の大吾 救国のオレンジ（伊藤次晴）
- 俺は全てを【パリイ】する 〜逆勘違いの世界最強は冒険者になりたい〜（オーケン）
- ダンジョンの中のひと（先代国王）
- ネガポジアングラー（貴明の叔父）

2025年
- 凍牌〜裏レート麻雀闘牌録〜（山本）

### 劇場アニメ
1997年
- 爆走兄弟レッツ&ゴー!!WGP 暴走ミニ四駆大追跡!（佐上タモツ）

1998年
- 劇場版ポケットモンスター ミュウツーの逆襲（研究員）

2000年
- ああっ女神さまっ AH! MY GODDESS（猫実工大講師）

2001年
- 名探偵コナン 天国へのカウントダウン（消防隊長）

2002年
- クレヨンしんちゃん 嵐を呼ぶ アッパレ!戦国大合戦（佐久間権兵衛）
- ∀ガンダムI 地球光（ヤコップ）
- ∀ガンダムII 月光蝶（ヤコップ）

2003年
- クレヨンしんちゃん 嵐を呼ぶ 栄光のヤキニクロード（社長）

2005年
- 機動戦士Ζガンダム A New Translation -星を継ぐ者-（テッド・アヤチ）

2006年
- トップをねらえ!（艦政本部長）
- 映画ドラえもん のび太の恐竜2006（手下B）

2007年
- ヱヴァンゲリヲン新劇場版:序（軍人）
- 映画ドラえもん のび太の新魔界大冒険 〜7人の魔法使い〜（三ツ星）

2008年
- 映画ドラえもん のび太と緑の巨人伝（アナウンサー）

2009年
- ヱヴァンゲリヲン新劇場版:破（ゼーレ）
- ホッタラケの島 〜遥と魔法の鏡〜（デカゴー）

2010年
- 映画ドラえもん のび太の人魚大海戦（警官）

2011年
- 鉄拳 ブラッド・ベンジェンス（巌竜）

2014年
- 宇宙戦艦ヤマト2199 星巡る方舟（マイゼル・ドラム）

2016年
- 名探偵コナン 純黒の悪夢（救急隊員）

2021年
- 名探偵コナン 緋色の弾丸（運転手）
- 映画大好きポンポさん（ナイジャ）

2024年
- 僕のヒーローアカデミア THE MOVIE ユアネクスト（アンナの父親）

### OVA
1991年
- 校内写生2（男B、選手B）
- THE八犬伝（篭山逸東太）
- DETONATORオーガン

1992年
- 間の楔
- 紅いハヤテ
- 甲竜伝説ヴィルガスト（モンスターB）
- 創世機士ガイアース
- D-1 DEVASTATOR（整備員、メカコン）
- BASTARD!! -暗黒の破壊神-
- 三毛猫ホームズの幽霊城主

1993年
- ジョジョの奇妙な冒険（パイロットB）
- 超時空世紀オーガス02（リヴリア使者）
- 特捜戦車隊ドミニオン
- 紅狼

1994年
- エンゼルコップ（分隊長）
- 今日から俺は!!（ソリコミ）
- 銀河英雄伝説
- 高校武闘伝 クローズ（坊屋春道） - 2作品
- 七都市物語 〜北極海戦線〜（クンロン副総裁）
- BOUNTY DOG/月面のイブ（MP司令、ガイド）
- プラスチックリトル
- マーズ（「こんごう」クルーA）

1995年
- 精霊使い（希柳）

1996年
- 小鉄の大冒険（チーマー、竜也の同業者）
- BURN-UP W（ボス）

1997年
- 超光速グランドール（ガービッジ）
- 真奈美&ナミ スプライト（先生）

1998年
- 青の6号（オペレーター）
- クイーン・エメラルダス（鉱夫）
- サイキックフォース（バーンの父）
- 真（チェンジ!!）ゲッターロボ 世界最後の日（国機連長官 他）
- BADBOYS5（高田先生）
- MASTERキートン（フィリップ、刑事）

1999年
- 黒の断章 〜Mystery of Necronomicom〜（蛭田繁臣）
- 太陽の船 ソルビアンカ（キャスターA）
- 菜々子解体診書（上田元気、隊員）
- バブルガムクライシス TOKYO 2040（マイルズ）
- メルティランサー The Animation（I、大前田）

2000年
- ストリートファイターZERO -THE ANIMATION-（ザンギエフ）

2001年
- キカイダー01 THE ANIMATION（レッドハカイダー）
- マジンカイザー（2001年 - 2003年、もりもり博士、鉄仮面軍団、悪霊将軍ハーディアス） - 2作品

2003年
- 機動戦士ガンダムSEED ASTRAY（リード・ウェラー）
- 天地無用! 魎皇鬼（第三期）（藤正）

2009年
- 珍遊記 -太郎とゆかいな仲間たち-（まり男）

2010年
- 名探偵コナン KID in TRAP ISLAND（根津の部下）

2012年
- 真島のマジROCK（真島吾朗） - ゲーム『クロヒョウ2 龍が如く 阿修羅編』予約特典アニメ

### Webアニメ
- 下町エイリアン パピピピプピ（2005年、パピ）
- いくぜっ! 源さん（2008年、豚の川）
- クレヨンしんちゃん外伝 家族連れ狼（2017年、ただへそ、村人）
- Shenmue the Animation（2022年、陳大人）
- Tekken: Bloodline（2022年、巌竜[40]）
- サイバーパンク エッジランナーズ（2022年、校長）

### ゲーム
1994年
- 風の伝説ザナドゥ（北風）
- 機動武闘伝Gガンダム（アルゴ・ガルスキー）

1995年
- 3×3EYES 〜吸精公主〜（戈良）

1996年
- 3×3EYES 〜吸精公主〜 S（戈良）
- ブルーブレイカー 〜剣よりも微笑みを〜（アンデットマスター）

1997年
- 超光速グランドール（ガービッジ）

1999年
- SDガンダム GGENERATION（1999年 - 2025年、マット・オースティン、アルゴ・ガルスキー、ヤコップ、ガルン・ルーファス） - 10作品
- サンライズ英雄譚（アルゴ・ガルスキー）

2000年
- Sorcerous Stabber ORPHEN 魔術士オーフェン（ルーファス）

2001年
- ジオニックフロント 機動戦士ガンダム0079（マット・オースティン）
- ファイナルファンタジーX（ウェン＝キノック老師、23代目オオアカ屋）

2003年
- コロッケ!2 闇のバンクとバン女王（パパイア、シシカバブー）
- コロッケ!3 グラニュー王国の謎（サーロイン、ゴーヤ兵）
- SUNRISE WORLD WAR Fromサンライズ英雄譚（アルゴ）
- ロックマンエグゼ トランスミッション（ゼロ）

2004年
- スーパーロボット大戦MX（アルゴ・ガルスキー）
- 鉄拳5（巌竜）
- 鉄人28号（十字結社司令）

2005年
- 戦神 -いくさがみ-（武田勝頼）
- イリスのアトリエ エターナルマナ2（ガラハド）
- 機動戦士ガンダムSEED DESTINY GENERATION of C.E.（リード・ウェラー）
- スーパーロボット大戦MX ポータブル（アルゴ・ガルスキー）
- 冒険王ビィト ダークネスセンチュリー（ポアラの父）
- 龍が如く（真島吾朗）

2006年
- ファイナルファンタジーXII
- 龍が如く2（真島吾朗）

2007年
- スーパーロボット大戦OG ORIGINAL GENERATIONS（トーマス・プラット）
- 鉄拳6（巌竜）

2008年
- スーパーロボット大戦A PORTABLE（アルゴ・ガルスキー）
- 龍が如く 見参!（真島五六八 / 宍戸梅軒）

2009年
- 龍が如く3（真島吾朗）

2010年
- 龍が如く4 伝説を継ぐもの（真島吾朗）

2011年
- アンチャーテッド 砂漠に眠るアトランティス
- 鉄拳タッグトーナメント2（巌竜）
- みんなのGOLF 6（マックス）
- 龍が如く OF THE END（真島吾朗）

2012年
- クロヒョウ2 龍が如く 阿修羅編（真島吾朗）
- スーパーロボット大戦OGサーガ 魔装機神 THE LORD OF ELEMENTAL（トーマス・プラット）
- バイナリードメイン（真島吾朗）
- マブラヴ（川福）※PS3版
- 龍が如く5 夢、叶えし者（真島吾朗）

2014年
- ガンダムジオラマフロント（アルゴ・ガルスキー）
- 機動戦士ガンダム サイドストーリーズ（マット・オースティン）
- 龍が如く 維新!（沖田総司）

2015年
- 家電少女（PVナレーションのエジソン）
- PROJECT X ZONE 2：BRAVE NEW WORLD（真島吾朗）
- 龍が如く0 誓いの場所（真島吾朗）

2016年
- ストリートファイターV（バーディー）
- 龍が如く 極（真島吾朗）
- 龍が如く6 命の詩。（真島吾朗）

2017年
- 龍が如く 極2（真島吾朗）
- Shadowverse（ギガース、邪教の権化）

2018年
- 北斗が如く（ジャギ）
- Marvel's Spider-Man（モーガン・マイケルズ博士）
- 龍が如く ONLINE（真島吾朗）

2019年
- ガールフレンド（仮）（悪審判）
- 荒野のコトブキ飛行隊 大空のテイクオフガールズ（ナンブ）
- スーパーロボット大戦T（アルゴ・ガルスキー）
- 鉄拳7（巌流）※DLC用追加キャラクター

2020年
- 龍が如く7 光と闇の行方（真島吾朗）
- この素晴らしい世界に祝福を! ファンタスティックデイズ（鍛冶屋）
- アークザラッド R（ヤグン）
- ブリガンダイン ルーナジア戦記（ギリアム）

2021年
- 東京放課後サモナーズ（ノーデンス、アフラ・マズダ）
- 北斗の拳 LEGENDS ReVIVE（ジャギ〈北斗が如く〉）

2023年
- 龍が如く 維新! 極（沖田総司）
- 龍が如く7外伝 名を消した男（真島吾朗）
- 機動戦士ガンダム U.C. ENGAGE（ジャマイカン・ダニンガン、ヒッコリーの隊長、ドゴス・ギア艦長）
- モンスターストライク（カーン）

2024年
- 龍が如く8（真島吾朗）
- ユニコーンオーバーロード（モルドン）
- 真・女神転生V Vengeance（ダグザ）

2025年
- 龍が如く8外伝 Pirates in Hawaii（真島吾朗）
- 機動戦士ガンダム アーセナルベース（アルゴ・ガルスキー）

### ドラマCD
- Ai Death Gun デスガンラジオ（エクストラ）
- 悪魔シリーズ4 雪に消えた悪魔
- 青空少女隊（幕僚B）
- 葵二葉/紅三葉（町人）
- 戦ー少女イクセリオン第2巻 激闘篇（男A、兵士A、兵士D）
- 頭文字D 番外編 -ロンリードライバー伝説-（バニングス）
- 艶悪ひそやかな情熱 番外編（川口國充）
- 宇宙海賊ミトの大冒険（キシュウ）
- Weiß kreuz Dramatic Precious 1st STAGE SLEEPLESS NIGHT（組長）
- WEST END II（町人）
- 英雄伝説III 白き魔女（ルドルフ王）
- CANON（運転手）
- 神様はじめました（僧正坊）『神様、鞍馬山へいく』（前後編）※『花とゆめ』2013年19号[58]・2014年4号[59] 付録
- 君のためなら死ねる（同級生）
- 金環蝕 山藍紫姫子の世界（エドガー）
- 豪華客船で恋は始まる（黒シャツ）
- 新吸血姫 美夕〜西洋神魔編〜 ドラマアルバム（ギオ）
- ゲートキーパーズ（浮矢俊次郎）
- ストリートファイターZERO3 ドラマアルバム（手下1）
- ストリートファイターII外伝 〜キャミィ・闘いの序曲〜（男2、兵士5、カルテルの男1）
- スターオーシャンセカンドストーリー（ジョフィエル、グラフト・ノイマン〈プリシス父〉）
- スターオーシャン セカンドストーリー2（ジョフィエル、ロニキス・J・ケニー〈クロード父〉、がめつき堂店主）
- スィートドラゴン（部長）
- ZMAN〜ナナシの故郷〜（ジャカス）
- 創竜伝（古田の部下、村田）
- 低俗霊DAYDREAM（鑑識）
- トルネコの大冒険 不思議のダンジョン（隣村の武器屋）
- ハーメルンのバイオリン弾き（マウスピース）
- はじめの一歩（ジム練習生B）
- 花咲きKomachi-Girls（サム）
- ファサード EPISODE2（喪いの響）
- PAPUWA ようこそパプワ島へ!（近藤イサミ）
- 富士見二丁目交響楽団 マンハッタン・ソナタ（店の男E、客1）
- 魔界学園III 完結編（火車進、烈鬼A）
- メガブレイド（伊庭常勝）
- 菜々子解体診書
  - ラジオでポン 〜使用上のボケ注意編〜
  - ラジオで×××! 〜混ぜるな危険・時空診療編〜
- 陸上防衛隊まおちゃん オリジナルドラマCD「超イベント!防衛隊感謝祭でわっしょい」（銀河大将軍）
- 八神庵 オリジナルドラマ 夕陽と月〜プロローグ〜（姫宮、医師）

### ラジオドラマ
- FMシアター 月の島（2002年、井上社長）

### 吹き替え

#### 担当俳優
カン・ソンジン
- 彼女がラブハンター（チョン・ウタク）
- 人生の逆転（デシク）
- 達磨よ、遊ぼう!（ナルチ）
- ライターをつけろ（ヒョンデ）

#### 映画
- アタック・ナンバーハーフ2 全員集合!（プラサート）
- アイランド
- 赤い珊瑚礁 オープン・ウォーター（マット〈ガイトン・グラントリー〉）
- インビジブル2（デヴィン・ヴィリアーズ博士〈ジョン・ショウ〉）
- ヴァン・ヘルシング ※ソフト版
- エイリアン3（フランク〈カール・チェイス〉）※VHS・DVD版
- X-MEN2（ローリオ〈タイ・オルソン〉）
- オーメン（カメラマン）
- キングコング:髑髏島の巨神（Jブリックハウス[60]）
- グッバイ20世紀（番人）
- クレイジー・ワールド（写真家〈フランク・ハーパー〉）
- GO!GO!ガジェット（倉庫警備員〈ジョー・ダレッサンドロ〉）
- コヨーテ・アグリー（警官1）
- サイレント・ワールド
- ザ・ハッカー 侵入者抹殺（クライド〈ウド・シェンク〉）
- 処刑ライダー（オギー〈グリフィン・オニール〉）※テレビ朝日版
- セブン（マッサージ店の受付係（マイケル・マッシー））※ビデオ版
- 戦火の勇気（チェリ中尉〈ネッド・ヴォーン〉）※DVD・ビデオ版
- ソウ2（ガス）
- その名にちなんで
- 第9地区（モラヌー〈ニック・ブレイク〉）
- タイタニック 愛と偽りの航海（トーマス・アンドリュース〈スティーヴン・キャンベル・ムーア〉）
- 大統領の執事の涙（リンドン・ジョンソン〈リーヴ・シュレイバー〉）
- ザ・スピリット（マフムード〈エリック・バルフォー〉）
- 超音速ヒーロー ザ・フラッシュ ※日本テレビ版
- 6デイズ/7ナイツ（トム・マーロウ）※ソフト版
- STAG スタッグ（ヴィンセント〈コルム・ミーニイ〉）
- 推理作家ポー 最期の5日間（パーシー〈デイブ・レジェノ〉）
- ソニック×シャドウ TOKYO MISSION[61]
- デモンズ・ウォー 戦場の死神（イヴァノフ）
- ドラゴン危機一発'97
- トレジャー・バディーズ 〜小さな5匹の大冒険〜（アミール〈アダム・アレクシ＝モール〉）
- NOTHING ナッシング（警官2）
- ナイル殺人事件（ブロンダン〈リック・ウォーデン〉）
- ネットフォース（サルヴァトーレ）
- バーチャル・ウォーズ ※VHS版
- ハービー/機械じかけのキューピッド
- ハードネス ※ビデオ版
- バック・トゥ・ザ・フューチャーシリーズ
  - バック・トゥ・ザ・フューチャー PART2（謎の一家〈父〉）※BSジャパン版
  - バック・トゥ・ザ・フューチャー PART3（酒場の老人#2〈ハリー・ケリー・ジュニア〉）※BSジャパン版
- バレット（ルブルトン警部補〈デイン・ローデス〉）
- バニラ・フォグ（ミュラー〈スティーブン・スカイベル〉）※VHS版
- Bモンキー（スティーヴ・デイヴィス〈イアン・ハート〉）
- ビバリーヒルズを乗っ取れ! ※VHS版
- ファイナル・インパクト 墜落事故調査官（テリー）
- フェイク シティ ある男のルール
- フライトプラン
- ブラックホーク・ダウン（ゲイリー・ゴードン曹長〈ニコライ・コスター＝ワルドー〉）※TV版
- ファイナル・カット
- ブレイブ ワン※テレビ東京版
- ヘンリー・アンド・ザ・ファミリー（ビリー・ハーマン〈ジェイミー・ジョンストン〉）
- ぼくたちの奉仕活動（マーティン）
- ボディ・ショット（リチャーズ〈ラリー・ジョシュア〉）
- ミュータント・ニンジャタートルズ3（ドナテロ）
- マイティ・ジョー（バーン〈ジェフリー・ブレーク〉）
- マイ・ワンダフル・ライフ（マリオ）
- マグニフィセント・セブン（ギャビン[62]）
- マスク（フリーズ〈レグ・E・キャシー〉）※ソフト版
- レッド・サン（名室源吾〈田中浩〉）※テレビ東京版
- レッド・ブロンクス ※テレビ東京版
- 連鎖犯罪/逃げられない女 ※旧DVD・ビデオ版
- ワンス・アンド・フォーエバー ※フジテレビ版

#### ドラマ
- アンドロメダ（ウルサリ〈デヴィッド・パルフィー〉）
- アンダー・ザ・ドーム #6（テリー〈トニー・コード〉）
- ER緊急救命室シリーズ
  - シーズン9 #6（ウィロー〈マイケル・クラウィック〉）
  - シーズン10 #8（フリッツ〈クレイグ・リッチ・シェイナク〉）
  - シーズン12 #19（オットレー〈アラン・ワイルダー〉）
  - シーズン13 #16（フレッド〈ロス・マッケンジー〉）
- 倚天屠龍記（殷野王、何足道、渡厄、変鯨）
- NCIS:LA 〜極秘潜入捜査班 シーズン3・6（ディーン・ウェスターマン少佐〈クリス・バトラー〉）
- 華麗なるペテン師たち #3
- 宮廷女官チャングムの誓い（ヘンス）
- 刑事ナッシュ・ブリッジス（フィル、DJ）
- 恋のからさわぎ（ウォルター〈ラリー・ミラー〉）
- コールドケース 迷宮事件簿シリーズ
  - シーズン1 #14（ラファーティ）、#21（ネッド）
  - シーズン2 #5
- CSI:マイアミ3 #8（リチャード・ラーケン〈マーク・ディバイン〉）
- セックス・アンド・ザ・シティ
- 情熱のシーラ
- ティーン・スパイ K.C.
- 24 -TWENTY FOUR- シーズン4（マルワンの手下、デイビッド・ワイス弁護士〈エヴァン・ハンドラー〉）
- ドクター・フー #21
- となりの美男（ジンラクの兄〈コン・ジョンファン〉）
- パワーレンジャー（ローカー）
- 犯罪捜査官ネイビーファイル #32（MP）
- ヘムロック・グローヴ（フランシス・プルマン〈テッド・ダイクストラ〉）
- マンハッタンに恋をして〜キャリーの日記〜 シーズン2（ギャレット・キッド（セバスチャンの父）〈テリー・セルピコ〉）
- 名探偵ポワロ 青列車の秘密（パポプロス）
- 名探偵モンク シーズン6 #3（刑事、スタッフ）
- 野王（チュ・ヤンホン / ダヘの義父〈チェ・ホンイル〉）

#### アニメ
- アイアンマン（ブリザード、エイムの黒幕）
- アントブリー（グロー・ワーム）
- アルティメット・スパイダーマン VS シニスター・シックス（ステイシー警部）
- X-MEN（テレビ東京版）（考古学者）
- 怪奇ゾーン グラビティフォールズ（フォード大叔父さん / スタンフォード・パインズ）
- ガジェット警部
- きかんしゃトーマス（キャプテン）
  - きかんしゃトーマス ミスティアイランド レスキュー大作戦!!（キャプテン）※DVD・NHK Eテレ放送版
  - きかんしゃトーマス チャオ!とんでうたってディスカバリー!!（キャプテン）
- Cathy（同僚）
- クラス・オブ・ミュージック!（ルナ校長）
- 最強武将伝 三国演義（黄蓋、龐統、徐盛、張任、馬忠、兀突骨）
- ティーン・タイタンズ（スレイド）
- バットマン（エディ[2]）
- バットマン:ブレイブ&ボールド（メジャーディザスター）
- ブレイベスト・ウォリアーズ（ジョニー・テヅカ[63]）
- ボブとはたらくブーブーズ（ローリー、ベントリーさん）
- ムーミン谷のなかまたち（飛行おに）
- ミュータント・タートルズ(1987年版)（ドナテロ[2]）※テレビ東京版
- ミュータント・タートルズ(2003年版)（シュレッダー）
- ミュータント・タートルズ(2012年版)（2次元アニメ世界のドナテロ）
- ミッキーマウスのワンダフルワールド（プルート）
- モーターシティ（ジェイコブ）
- リトル・ポーラ・ベア/しろくまラルス 新しい冒険

### デジタルコミック
- 家政夫のナギサさん（2022年、医師）

### 特撮
1996年
- ビーファイターカブト（跳拳獣ガンガルーの声、恐武獣ドリケライジャの声）

1997年
- 電磁戦隊メガレンジャー（エイネジレの声）

1998年
- 星獣戦隊ギンガマン（リグローの声）

2001年
- 百獣戦隊ガオレンジャー（帆船オルグの声）
- 百獣戦隊ガオレンジャーVSスーパー戦隊（帆船オルグの声）

2002年
- 忍風戦隊ハリケンジャー（重力忍者オモ・カルの声）

2003年
- 爆竜戦隊アバレンジャー（ヴォッファの声）
- 爆竜戦隊アバレンジャー DELUXE アバレサマーはキンキン中!（ヴォッファの声）

2004年
- 爆竜戦隊アバレンジャーVSハリケンジャー（ヴォッファの声）

2009年
- 劇場版 炎神戦隊ゴーオンジャーVSゲキレンジャー（メカの声）
- 侍戦隊シンケンジャー（アヤカシ・オカクラゲの声）

2010年
- 天装戦隊ゴセイジャー（ベラスカ星人・塊のミゾーグの声）

2015年
- ウルトラマンX（幻影宇宙大王モルド・スペクターの声）

2016年
- 仮面ライダーゴースト（ヤマアラシロイドの声）

2017年
- ウルトラファイトオーブ 親子の力、おかりします!（レイバトスの声）

2018年
- 快盗戦隊ルパンレンジャーVS警察戦隊パトレンジャー（メルグ・アリータの声）

### ラジオ
- 龍が如く Presents 神室町ラジオステーション（龍が如く.com,セガ 2008年9月 - ）不定期で配信
- theBOOKsのハピラジ!（2014年8月 - ）不定期で配信

### ナレーション
- 世界ふれあい街歩き（NHK総合）
- のりものスタジオ（テレビ東京）
- 福祉ネットワークNHK歳末・海外たすけあい（NHK教育テレビ、2011年12月1日）

### ボイスオーバー
- NHKネットクラブ
  - コズミックフロント☆NEXT（NHK-BSプレミアム）
- NHKスペシャル（NHK総合）
  - 日本人はなぜ戦争へと向かったのか（2011年） - 近衛文麿の声
- 英雄たちの選択「戦国ミステリー 利休はなぜ死んだ?」（2022年2月16日、NHK-BSプレミアム） - 豊臣秀吉の声
- 映像の世紀 バタフライエフェクト（NHK総合）
  - 第7回「スターリンとプーチン」（2022年5月23日） - ヨシフ・スターリンの声
  - 第14回「難民 命を救う闘い」（2022年7月25日）
  - 第17回「映像プロパガンダ戦 嘘と嘘の激突」（2022年9月5日） - ヨーゼフ・ゲッベルスの声
  - 第39回「"独ソ戦 地獄の戦場」（2023年5月22日）- アドルフ・ヒトラーの声
  - 第56回「塩の行進 ガンジーの志を継ぐ者たち」（2023年12月18日）- アルベルト・アインシュタイン、マハトマ・ガンジーの声
  - 第65回「"映像記録 東京裁判"」（2024年4月1日） - 東条英機の声
  - 第85回「毛沢東 革命と独裁」（2024年12月2日） - 習近平の声
- グレーテルのかまど（NHK-Eテレ）
- ダークサイドミステリー（NHK-BSプレミアム）
  - 「笑顔が暴力を生んだ夜〜なぜ人々はヒトラーに従ったのか?」（2021年4月2日）
  - 「世紀の歴史裁判 事実か?ねつ造か?〜歴史学者たちの闘い〜」（2022年9月8日）
- 地球最後の秘境 南極大紀行〜ペンギンの楽園〜（2024年、NHK-BS4K）
- BS世界のドキュメンタリー（NHK BS1）
- 日立 世界ふしぎ発見!（TBS）
- 100分de名著（NHK-Eテレ）

### テレビドラマ
- 大河ドラマ
  - 篤姫（2008年） - 副音声解説
  - 天地人（2009年） - 副音声解説

### 舞台
- 81プロデュース公演「夢の海賊」（1997年） - サムソン
- ドラマティックカンパニー公演「仇討」（2003年） - 家老
- 劇団岸野組「か・ら・く・り」（2009年）
- ベルセルク 黄金時代篇I 覇王の卵（2012年）
- 劇団華 静岡公演「さむらい音頭」（2014年）
- 朗読劇 the books公演
  - 「若草物語」「セロ弾きのゴーシュ」（2014年）
  - 「さるかに合戦」（2015年）
  - 「MOMOTARO」（2015年）

### パチンコ・パチスロ
- P大工の源さん 超韋駄天（2020年、田村源九郎[64]）

### その他コンテンツ
- NHK-BS フルーツサンデー（パインシュタイン博士）
- ひとりでできるもん! どきドキキッチン（王様）
- 東京ディズニーリゾート（プルート）

### シリーズ一覧
1. ↑  第1期（1996年）、第2期『WGP』（1997年）、第3期『MAX』（1998年）
2. ↑  第1期（1999年）、第2期『2人の女王様』（1999年）
3. ↑  第1期（1999年）、第2期『だいすき! ぶぶチャチャ』（2001年）
4. ↑  第1期（2001年）、第2期『2002』（2002年）、第3期『Gレボリューション』（2003年）
5. ↑  第1シリーズ（2002年）、第3シリーズ『Stream』（2005年）
6. ↑  第1期（2003年）、第2期『新たなる翼』（2003年）
7. ↑  第1期（2004年）、第2期『エクセリオン』（2005年）
8. ↑  第1期『1st』（2005年）、第2期『2nd』（2006年）
9. ↑  第1期（2006年 - 2009年）、第2期『銀魂’』（2012年）
10. ↑  第1期（2012年 - 2013年）、第2期（2015年）
11. ↑  第1期（2018年）、第2期『SEASON2』（2021年）
12. ↑  第1シリーズ（2018年 - 2019年）、第2シリーズ（2019年 - 2020年）
13. ↑  1ST SEASON（2019年）、2ND SEASON『MIX MEISEI STORY 2ND SEASON 〜二度目の夏、空の向こうへ〜』（2023年）
14. ↑  第1クール（2023年）、第2クール（2023年）
15. ↑  『マジンカイザー』（2001年 - 2002年）、『死闘！暗黒大将軍』（2003年）
16. ↑  『ZERO』（1999年）、『F』（2000年）、『F.I.F』（2001年）、『PORTABLE』（2006年）、『WARS』（2009年）、『WORLD』『3D』（2011年）、『OVER WORLD』（2012年）、『GENESIS』（2016年）、『ETERNAL』（2025年）